# Yinlingzhi
Yinlingzhi (kinesiska: 尹灵芝, 尹灵芝镇) är en köping i Kina. Den ligger i provinsen Shanxi, i den norra delen av landet, omkring 63 kilometer öster om provinshuvudstaden Taiyuan. Antalet invånare är 8 915. Befolkningen består av 3 993 kvinnor och 4 922 män. Barn under 15 år utgör 10,0 %, vuxna 15-64 år 71 %, och äldre över 65 år 17,0 %.
Genomsnittlig årsnederbörd är 661 millimeter. Den regnigaste månaden är juli, med i genomsnitt 216 mm nederbörd, och den torraste är december, med 4 mm nederbörd.